# Pierre-Louis Faloci
Pierre-Louis Faloci est un architecte et enseignant français né en 1949.
Il est enseignant à l'École nationale supérieure d'architecture de Paris-Belleville et a reçu le prix de l'Équerre d'argent en 1996 pour Le musée de la civilisation celtique, ainsi que le Grand prix national de l'architecture en 2018.

## Biographie
Pierre-Louis Faloci est architecte DPLG, diplômé à l'Université Paris 7 en 1974. L'année suivante, il ouvre son agence.

## Réalisations notables
Au camp de concentration de Natzweiler-Struthof, la scénographie et l'urbanisme du Centre européen du résistant déporté, à Avesnes-sur-Helpe l'urbanisation du site des fortifications Vauban et le bâtiment du tribunal. Le musée Hèbre de Saint-Clément à Rochefort pour la restructuration du bâtiment et la scénographie. Le Centre de la Mémoire et du Futur de Dunkerque. Le Lens' 14 - 18 Centre d'Histoire Guerre et Paix. Le Musée de la bataille de Valmy 1792 dans le Grand Est, œuvre qui s'est vu attribuer en juillet 2022 le label national Architecture contemporaine remarquable.

### En images

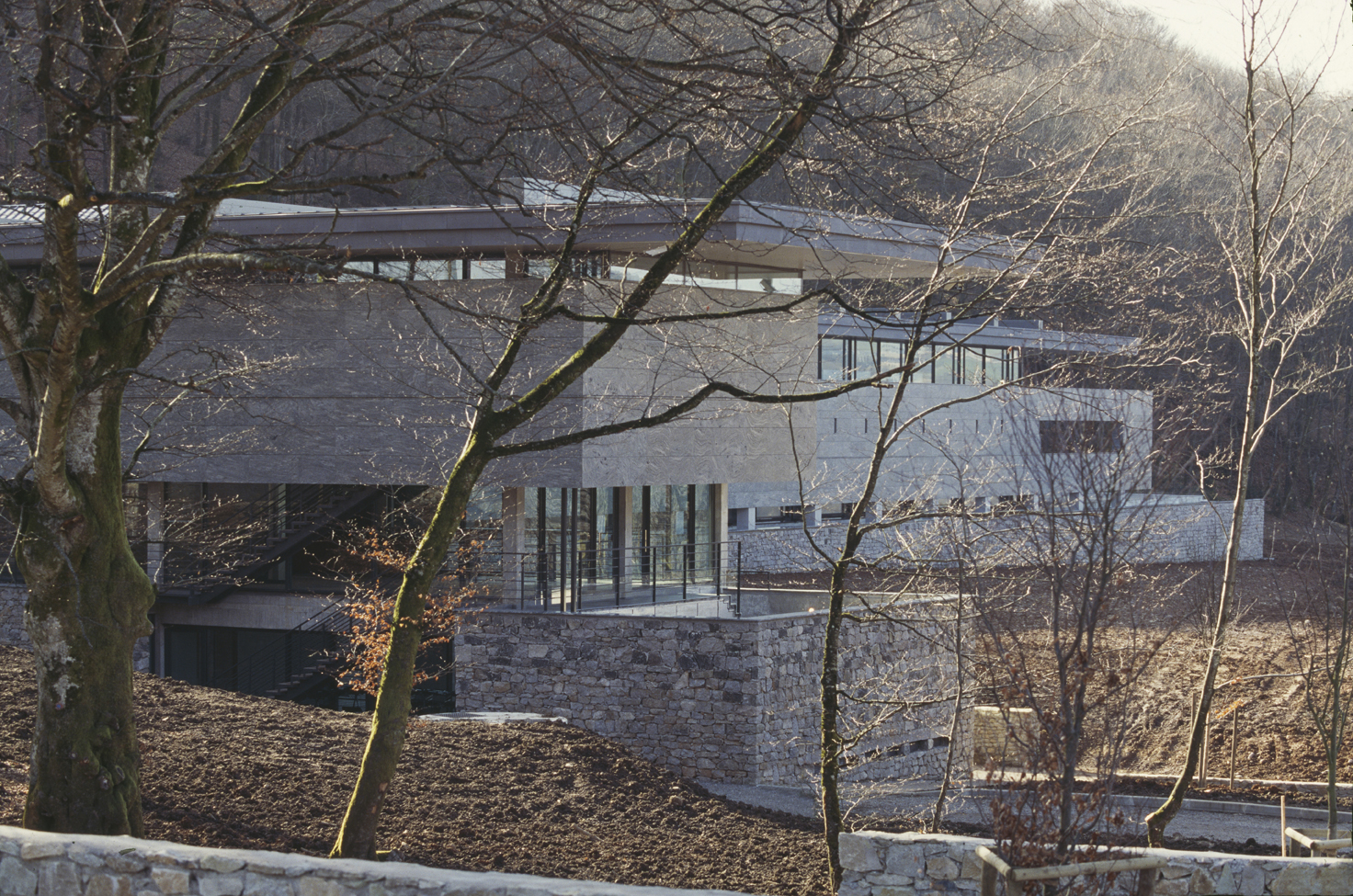
Musée de Bibracte au Mont-Beuvray
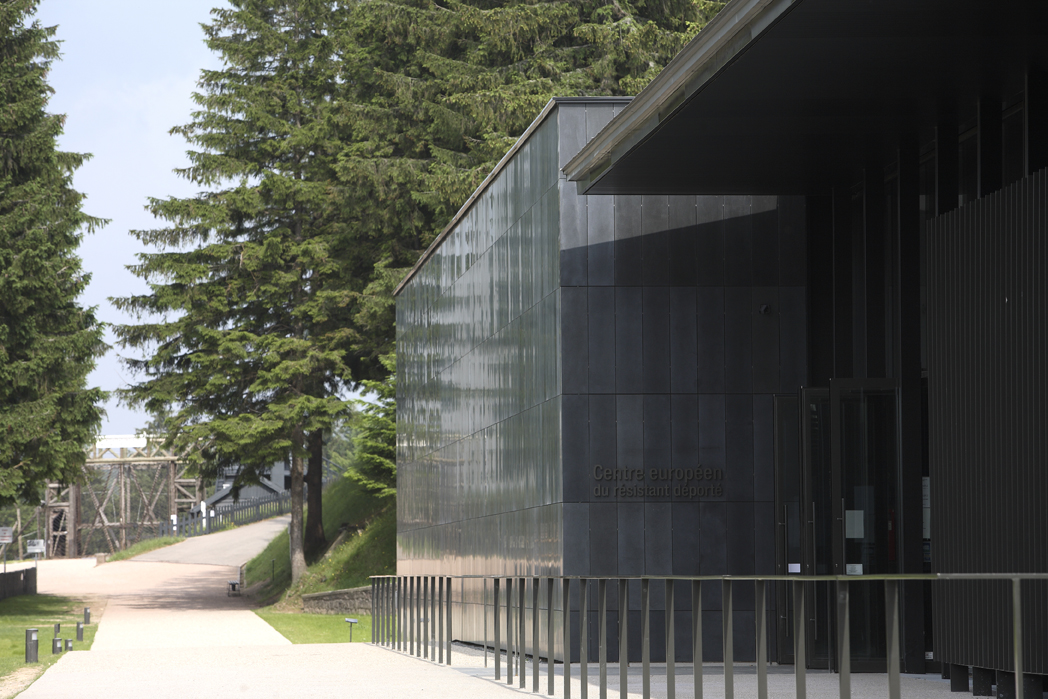
Centre européen du résistant déporté Struthof
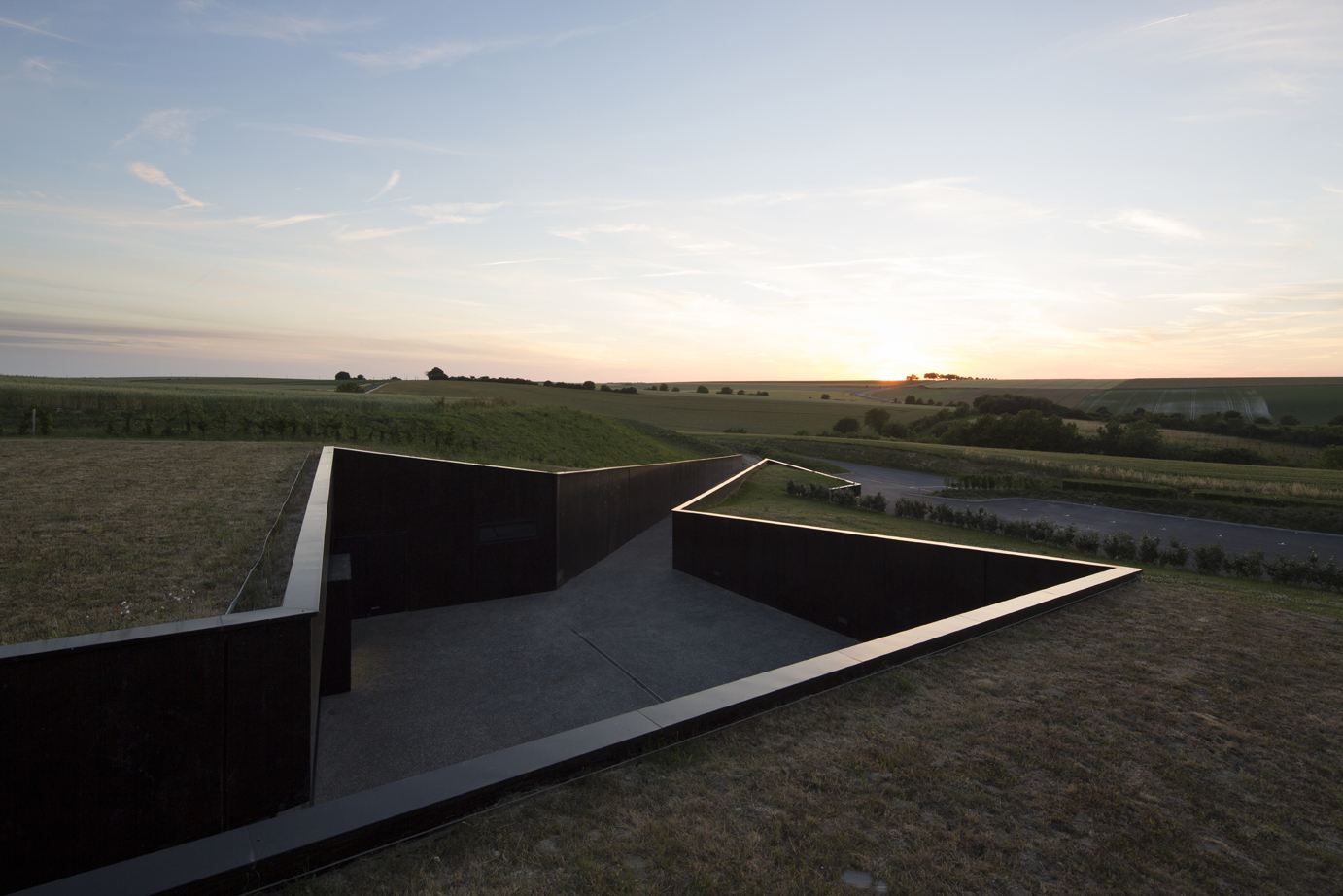
Musée de Valmy
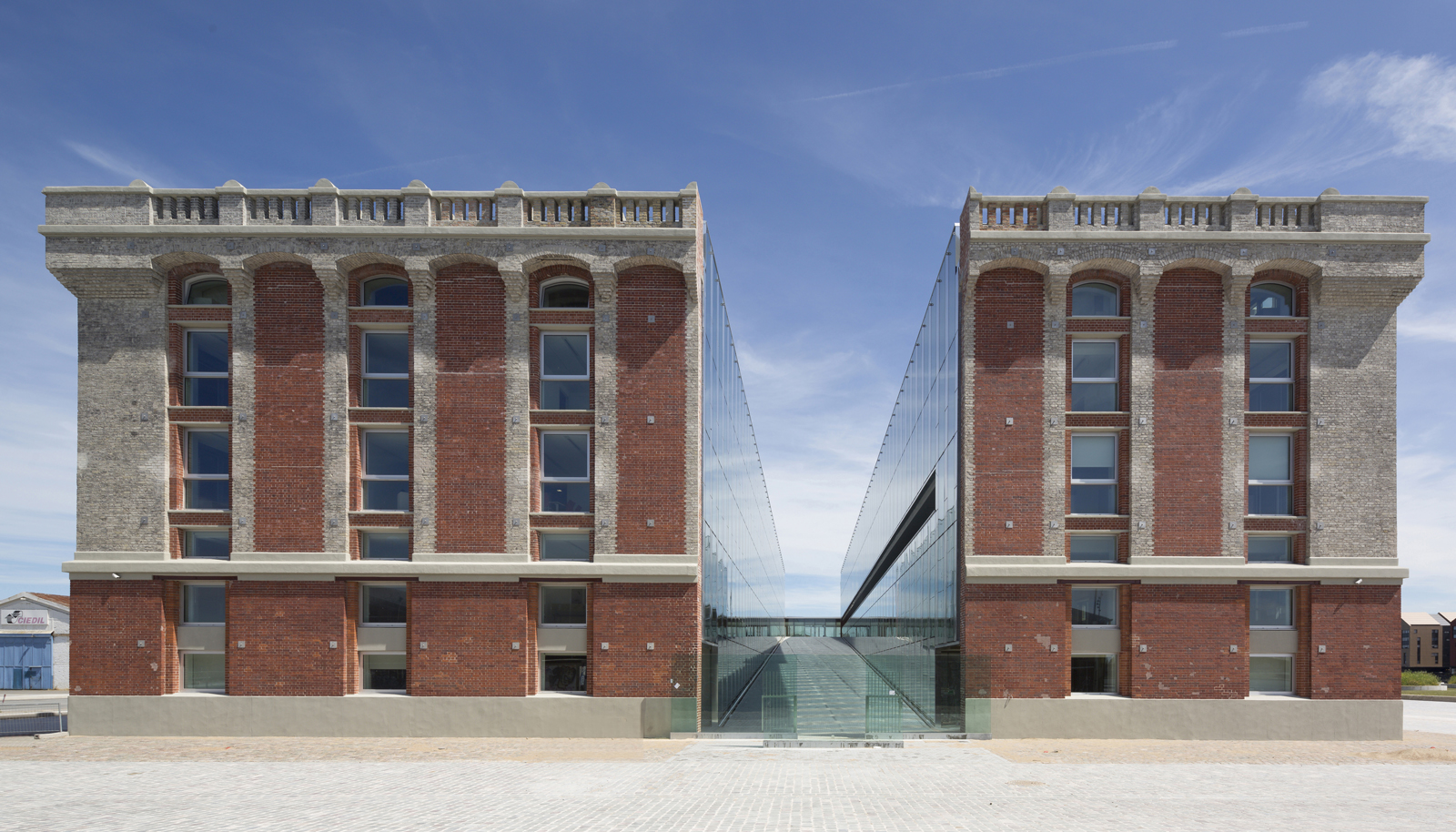
Halle aux Sucres de Dunkerque - Learning Center
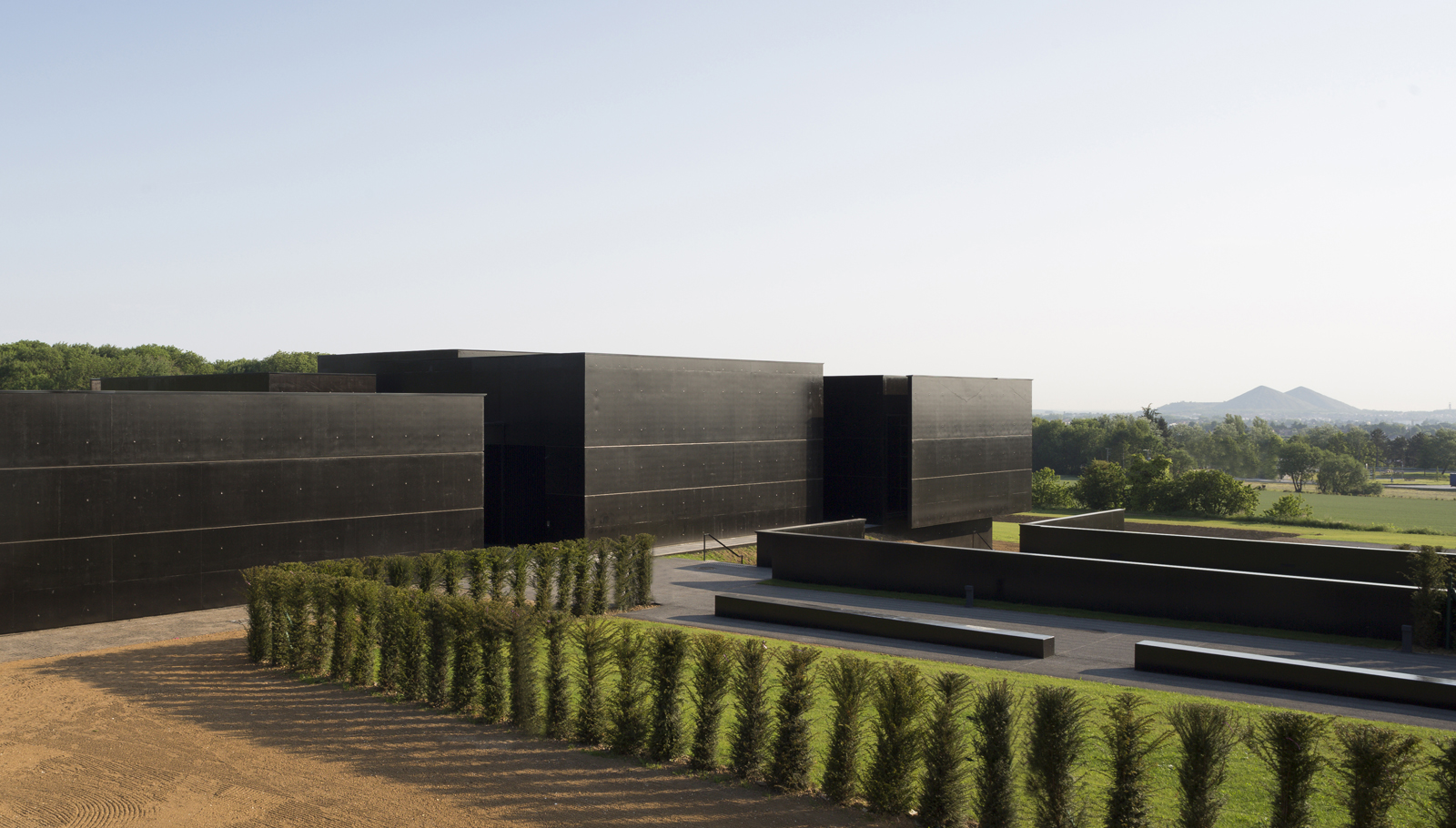
Musée Lens 14 -18

## Prix et distinctions
- Prix de l'Équerre d'argent 1996
- Grand prix national de l'architecture 2018[3].